# Lyliana Wray
Lyliana Wray (30 december 2004) is een Amerikaans actrice. Ze is onder andere bekend van haar rollen in de televisieserie Are You Afraid of the Dark? en de film Top Gun: Maverick.

## Biografie
Wray maakte haar acteerdebuut in de televisiefilm Girl Missing van Joel Soisson. Een jaar later volgde haar filmdebuut in Maximum Ride van James Patterson. In hetzelfde jaar was ze te zien in de korte film Albedo Absolute van Vlad Marsavin. Wray vertolkte in 2017 een rol in The Night Shift. Wray's volgende rollen waren een gastrol in het vierde seizoen van Black-ish en de rol van een jonge Susan in de televisieserie Strange Angel. Wray had haar eerste hoofdrol door de rol van Rachel Carpenter te vertolken in de Nickelodeon revival van Are You Afraid of the Dark?. Daarnaast speelde ze de rol van Amelia Benjamin in de blockbusterfilm Top Gun: Maverick van Joseph Kosinski.

## Filmografie

### Films
| Jaar | Film              | Rol             |
| ---- | ----------------- | --------------- |
| 2016 | Maximum Ride      | Angel           |
| 2022 | Top Gun: Maverick | Amelia Benjamin |

### Televisie
| Jaar | Serie                                             | Rol              | Extra                        |
| ---- | ------------------------------------------------- | ---------------- | ---------------------------- |
| 2015 | Girl Missing                                      | Savannah Knowles | Televisiefilm                |
| 2017 | The Night Shift                                   | Naya             | Aflevering: "Family Matters" |
| 2018 | Strange Angel                                     | Jonge Susan      | 3 afl.                       |
| 2018 | Black-ish                                         | Riley            | Aflevering: "North Star"     |
| 2019 | Are You Afraid of the Dark?: The Midnight Society | Rachel Carpenter | Hoofdrol                     |